# Antrocephalus cariniaspis
Antrocephalus cariniaspis är en stekelart som först beskrevs av Cameron 1911.  Antrocephalus cariniaspis ingår i släktet Antrocephalus och familjen bredlårsteklar. Inga underarter finns listade i Catalogue of Life.